# Иероним (Нестеровский)
Архимандрит Иероним (в миру Василий Андреевич Нестеровский; 1787, неизвестно — 21 декабря 1834  [2 января 1835], Санкт-Петербург) — архимандрит вятского Успенского монастыря Русской православной церкви; педагог, ректор Вятской и Орловской духовных семинарий.

## Биография
Василий Нестеровский родился в 1787 году в семье дьячка. В 1814 году, окончив курс в Троицкой лаврской семинарии, поступил в Московскую духовную академию, по окончании которой в 1818 году был назначен преподавателем в Вифанскую духовную семинарию; 20 октября 1818 года принял монашество с именем Иероним и в январе следующего года был рукоположён во иеромонаха.
В ноябре 1819 года Иероним Нестеровский был утверждён в степени магистра богословия.
В 1820 году он получил благодарность от Комиссии духовных училищ за свою преподавательскую деятельность; в 1822 году был назначен инспектором Вифанской духовной семинарии, в 1823 году — ректором Орловской духовной семинарии; 26 августа 1823 года посвящён в архимандрита Петропавловского монастыря Орловской епархии в Мценске.
В 1827 году Иероним Нестеровский был утверждён ректором и профессором богословских наук в Вятскую духовную семинарию и настоятелем слободского Крестовоздвиженского монастыря, а в мае 1828 года он был назначен цензором проповедей. 27 сентября 1829 года был переведён настоятелем в Успенский Трифонов монастырь Вятской епархии.
С 24 декабря 1833 года Иероним Нестеровский находился на чреде священнослужения и проповеди в Санкт-Петербурге, где и скончался 21 декабря 1834 (2 января 1835) года. Похоронен на Тихвинском кладбище Александро-Невской лавры.
Имел серебряную медаль за встречу и сопровождение чрез Орловскую епархию тела императора Александра I.